# Benjamin Brunn
Benjamin Brunn (* 1977 in Mittweida) ist ein deutscher Produzent Elektronischer Musik.
Im Alter von 7 bis 14 Jahren erhielt Brunn Klavierunterricht in klassischer Musik. 1999 fing er an, mit dem virtuell-modularen Synthesizer Clavia Nord Modular sogenannte „patches“ (Klangprogramme) zu erzeugen.
Seine patches sind Selbstläufer, die er einerseits über MIDI-Sequenzer ansteuert und somit ganze Musikstücke arrangiert, oder anderseits manuell in Echtzeit verändert. Letzteres nutzt Benjamin Brunn sowohl bei Live-Auftritten als auch in Studio-Sessions mit anderen Musikern (z. B. „Let's call it a day“ mit Move D).
Auf seinen Binemusic-Veröffentlichungen befinden sich 100%ige Nord-Modular-Produktionen.

## Diskographie (Auswahl)
- 2000 "Fahrstuhlmusik" (USM)
- 2000 "Laminar" (Ware)
- 2003 Beitrag zu "Tape10" (Ware)
- 2004 "König und Drache" (Binemusic)
- 2005 "Music under pin" -  (Binemusic)
- 2005 "De-escalate" -  (Binemusic)
- 2007 Move D + Benjamin Brunn - "Let's call it a day" (Binemusic)
- 2016 "Plastic Album" (Third Ear Recordings)

| Personendaten    | Personendaten                            |
| ---------------- | ---------------------------------------- |
| NAME             | Brunn, Benjamin                          |
| KURZBESCHREIBUNG | deutscher Produzent elektronischer Musik |
| GEBURTSDATUM     | 1977                                     |
| GEBURTSORT       | Mittweida                                |